# Пасмо льону
Па́смо льо́ну — хвороба льону, збудником якого є гриб Mycosphaerella linicola.
Гриб уражує всі надземні частини рослини з моменту сходів до кінця вегетації. Під час раннього ураження льону у фазі «ялинка» рослини гинуть, під час пізнього ураження хвороба дуже пошкоджує волокно, знижує врожай насіння, волокно стає ламким, втрачає міцність, а в уражених коробочках майже не формується насіння або воно щупле та неповноцінне. За сприятливих погодних умов для розвитку хвороби, пасмо може завдавати значних збитків господарству, уражуючи волокно і насіння, зниження врожаю може досягти 50—70 %, при цьому погіршується його якість.
Пасмо льону виявлене і в наш час[коли?] розповсюджене в двох областях України, Львівській та Житомирській, на загальній площі 235,45 га. У Львівській області пасмо льону розповсюджене на території 78,45 га, Житомирській області на площі 157 га.
Основним джерелом первинного ураження посівів льону є заражене насіння, ґрунт, у період вегетації захворювання розповсюджується вітром, краплями дощу, комахами.

## Карантинні заходи
- заборонено ввозити в Україну партії насіння льону з країн розповсюдження хвороби;
- при ввезенні матеріал підлягає ретельному догляду та лабораторній експертизі;
- у разі виявлення захворювання насіннєвий матеріал забороняється використовувати для сівби, його відправляють на техпереробку;
- для вчасного виявлення захворювання проводяться обстеження посівів льону у фазу «ялинки» та за тиждень до збирання врожаю льону;

## Агротехнічні заходи
- обов'язкове дотримання сівозміни, а саме: не висівати насіння льону на зараженій ділянці раніше, ніж через 6—7 років після виявлення;
- проведення сівби в оптимальні строки;
- запобігання загущеності посівів, знищення бур'янів;
- використання стійких сортів та протруєного насіння;
- дотримання просторової ізоляції між виробничими і насінницькими посівами.